# 巴克 (洛特省)
巴克（法語：Bach）是法国洛特省的一个市镇，属于卡奥尔区（Cahors）拉尔邦屈埃县（Lalbenque）。该市镇总面积21.02平方公里，2009年时的人口为173人。

## 人口
巴克人口变化图示